# 로만 체흐마네크
로만 체흐마네크(체코어: Roman Čechmánek, 체코어 발음: [ˈroman ˈtʃɛxmaːnɛk], 1971년 3월 2일~2023년 11월 12일)는 체코의 아이스하키 선수, 지도자로 현역 시절 포지션은 골텐더이다. 내셔널 하키 리그(NHL)의 필라델피아 플라이어스와 로스앤젤레스 킹스 소속으로 활동했다.
체코 대표팀 소속으로 국제 대회에 참가하였으며, 1998년 동계 올림픽에서 금메달을 획득했다. 또한 세계 아이스하키 선수권 대회에 6회 참가하여 금메달 3개, 동메달 2개를 획득했다.